# Wahlen 1830
◄◄ | ◄ | 1826 | 1827 | 1828 | 1829 | Wahlen 1830 | 1831 | 1832 | 1833 | 1834 | ► | ►►

Weitere Ereignisse
Die Liste der Wahlen 1830 umfasst Parlamentswahlen, Präsidentschaftswahlen, Referenden und sonstige Abstimmungen auf nationaler und subnationaler Ebene, die im Jahr 1830 weltweit abgehalten wurden.
Das damalige Wahlrecht entsprach typischerweise nicht den Wahlrechtsgrundsätzen der direkten, geheimen und gleichen Wahl. Zeittypisch waren oft nur kleine Teile der Bevölkerung wahlberechtigt, Frauen waren nicht wahlberechtigt.

## Termine
| Land               | Datum                    | Link zur Wahl 1830                                  | Link zur letzten Wahl                     | Bemerkung                                 |
| ------------------ | ------------------------ | --------------------------------------------------- | ----------------------------------------- | ----------------------------------------- |
| Vereinigte Staaten | ab dem 5. Juli           | Wahl zum Repräsentantenhaus der Vereinigten Staaten | 1828                                      |                                           |
| Vereinigte Staaten | 1. und 3. Nov.           | Gouverneurswahl in New York                         | 1828                                      |                                           |
| Belgien            | 3. November              | Wahl eines Nationalkongresses                       | erste Wahl nach der Belgischen Revolution | erste Wahl nach der Belgischen Revolution |
| Bayern             | 13. Dez. – 15. Jan. 1831 | Wahl zur Kammer der Abgeordneten                    | 1824                                      | [ 1 ]                                     |
| Kirchenstaat       | 14. Dez. – 2. Feb. 1831  | Konklave                                            | 1829                                      | Gregor XVI. gewählt                       |